# 靖子靖史
靖子 靖史（やすこ やすふみ、1987年 - ）は鳥取県生まれの日本の小説家、ライトノベル作家、曹洞宗の僧侶。2012年4月、『そよかぜキャットナップ』（講談社BOX）でデビューした。

## 略歴
鳥取県の禅寺に生まれる。米子東高校、早稲田大学第一文学部卒業、駒澤大学大学院仏教学専攻修士課程修了。洞松寺で修行ののち、禅川寺（オランダ）、観照寺（フランス）、龍門寺（フランス）に短期派遣。

### 受賞歴
- デビュー作の『そよかぜキャットナップ』で第10回講談社BOX新人賞“Powers”のTalents受賞作（受賞時のタイトルは『どのこ』）。

## 作品リスト
単行本
- そよかぜキャットナップ （講談社BOX、2012年4月、ISBN 978-4-06-283795-8） - イラスト：TNSK
- ハイライトブルーと少女 （講談社BOX、2012年12月、ISBN 978-4-06-283822-1） - イラスト：TNSK
  - 初出：電子雑誌『BOX-AiR』15号（2012年6月）〜17号（2012年8月）、全3回連載
- 空色カンバス（くうしきカンバス） （講談社、2014年4月→2019年、文庫化）[1]
  - 初出：『小説現代』 2013年11月号、2014年1月号、2014年2月号、全3回連載

短編
- 金鵄とゴールデンバット （『ハイライトブルーと少女』の電子書籍版に収録、2012年12月 / 『BOX-AiR』22号、2013年1月） - 『ハイライトブルーと少女』番外編
- 二人 （『BOX-AiR』36号、2014年3月）